# Kinza Clodumar
Kinza Godfrey Clodumar (* 8. Februar 1945 in Boe; † 29. November 2021) war ein nauruischer Politiker und war Präsident der Republik Nauru vom 13. Februar 1997 bis 18. Juni 1998. Er ist der Gründer der Centre Party (Nauruische Zentrumspartei).
Er wurde 1977 für den Wahlkreis Boe in das Nauruische Parlament gewählt. Er war zwischen 1977 und 1992 mehrere Male Finanzminister und war oberster Finanzberater unter Präsident Bernard Dowiyogo von 1992 bis 1995. Bei den vorgezogenen Wahlen im Februar 1997 konnte Clodumar sich in der Präsidentschaftswahl mit einer Stimme mehr gegen Ruben Kun durchsetzen.
1994 bewahrte Clodumar, damaliger Vorsitzender der Nauru Insurance Corporation, das australische Australian-Football-Team Fitzroy Lions durch ein siebenjähriges Millionenabkommen vor dem Konkurs. Das Abkommen konnte jedoch wegen der zunehmenden Geldprobleme in Nauru nicht erfüllt werden. Die Fitzroy Lions fusionierten darauf 1996 mit den Brisbane Bears zu den Brisbane Lions. Clodumar selbst ist Fan der lokalen Mannschaft Boe Lions, welche nach den ehemaligen Fitzroy Lions benannt sind.
Als Präsident agierte er mit strenger Hand bei einigen Aufgaben, vor allem bei der globalen Erwärmung, was ihn bei der australischen Regierung nicht beliebt machte. Er war kritisch gegenüber der australischen Hochkommission in Nauru und des viel veröffentlichten, jedoch abgelaufenen Cairns-Dokument, welches Nauru "am Boden des Haufens" sah. Gemäß Clodumar wurden Naurus diplomatische Beziehungen mit Australien unterbrochen, was er als "einen ernsten Bruch des Protokoll" bezeichnete. Er war sehr betroffen davon, dass Einzelheiten einer vertraulichen Diskussion, die er mit dem australischen Außenminister Alexander Downer hatte, in einer Melbourner Zeitung veröffentlicht wurden.
Unter Clodumar beantragte Nauru die später erfolgreiche Vollmitgliedschaft beim Commonwealth und kündigte seinen Antrag für eine UNO-Mitgliedschaft an. Der Antrag wurde 1999 von der UNO-Generalversammlung angenommen. Clodumar erreichte zwei weitere wichtige diplomatische Ziele: Er konnte die Staatsbeziehungen mit Frankreich wieder aufnehmen und festigte mit einem mehrtägigen Besuch in Taipeh die diplomatische Verbundenheit mit Taiwan, obgleich vier Jahre später Taiwan seine Anerkennung durch Nauru verlor.
Als erfahrener Nauruer im Hintergrund versteckte er lange seinen Führungsehrgeiz und zeigte ihn nur, als Nauru in finanzieller Krise war.
Er war als Präsident vorbelastet mit den Fehlern der Vergangenheit, den Ängsten vor der Zukunft und der Unzufriedenheit während harten Zeiten, welche später ausgenutzt wurde. Er war besorgt wegen der Reformpläne der Regierung unter Lagumot Harris, wurde dann aber zu ähnlichen Plänen gezwungen. Die Regierung borgte weiterhin Geld und belastete ihre Hypotheken, wenn auch langsamer als in der Vergangenheit. Clodumar führte die Steuerpflicht ein, aber es war, wie er voraussagte, unmöglich, das Finanzloch in der Staatskasse auszugleichen und er musste die Restrukturierung der staatlichen Handlungen verzögern.
Bei einem Misstrauensvotum im Juni 1998 unterlag Clodumar im Parlament. Der bisherige Erziehungsminister Bernard Dowiyogo übernahm das Amt und wurde damit zum fünften Mal zum Präsidenten gewählt. Clodumar scheiterte 2003 bei den Präsidentschaftswahlen mit nur drei Stimmen an Ludwig Scotty. Er wirkte danach als Finanzminister unter René Harris, fiel diesem jedoch in den Rücken, als er am 22. Juni 2004 bei einem erneuten Misstrauensvotum die Seiten wechselte und gegen Harris stimmte. Er machte damit den Weg frei für die Präsidentschaft Ludwig Scottys. Seine Begründung für den Seitenwechsel war, dass er die von Harris angedrohte Auflösung des Parlaments abwenden wollte. Er wurde von Scotty als Zeichen der Anerkennung zum Finanzminister wiederernannt.
Am 4. September 2004 wurde Clodumar als Vorsitzender der Air Nauru von der Regierung entlassen. Parlamentarier Fabian Ribauw warf ihm Veruntreuung vor, weil er für die Firma BACF, welche Nauru angeblich 23 Millionen Dollar geliehen hatte, als Vermittler und somit gegen die Regierung handeln würde.